# Marjorie Stewart
Marjorie Frances Esclairmonde Stewart (ur. 18 maja 1912 w Kensington, zm. 9 listopada 1988) – brytyjska aktorka, podczas II wojny światowej członkini Special Operations Executive.

## Życiorys
Była córką sir Francesa Stewarta. W młodym wieku rozpoczęła karierę aktorską. Jako pięciolatka zadebiutowała w teatrze. Występowała w West End.
W 1939 jej kariera nabrała tempa, gdy dołączyła do SOE. Początkowo pracowała jako operatorka windy, ale szybko awansowała na sekretarkę dyrektora SOE Patricka Howartha. Zajmowała się administracją. Odegrała kluczową rolę w planowaniu operacji szpiegowskich i prawdopodobnie w szkoleniu kobiet-szpiegów. Pracowała za kulisami operacji Postmaster, była zaangażowana w panowanie strategii.
W 1946 wróciła do kariery aktorskiej. Pracowała przy co najmniej 22 produkcjach, grając małe role.
W czasie wojny poznała Gustavusa Henry’ego March-Phillippsa. Wyszła za niego za mąż w 1942. Zginął w tym samym roku. W 1943 Stewart urodziła ich córkę Henriettę Sophie. W 1957 poślubiła majora sir Johna Stanleya Vincenta Marlinga.

## W kulturze popularnej
W filmie Ministerstwo Niebezpiecznych Drani (2024) postać Marjorie Stewart zagrała Eiza González.